# El Duende (Nuevo México)
El Duende es un lugar designado por el censo ubicado en el condado de Río Arriba en el estado estadounidense de Nuevo México. En el Censo de 2010 tenía una población de 707 habitantes y una densidad poblacional de 184,07 personas por km².

## Geografía
El Duende se encuentra ubicado en las coordenadas 36°4′7″N 106°7′49″O / 36.06861, -106.13028. Según la Oficina del Censo de los Estados Unidos, El Duende tiene una superficie total de 3.84 km², de la cual 3.8 km² corresponden a tierra firme y (0.94%) 0.04 km² es agua.

## Demografía
Según el censo de 2010, había 707 personas residiendo en El Duende. La densidad de población era de 184,07 hab./km². De los 707 habitantes, El Duende estaba compuesto por el 60.4% blancos, el 0.14% eran afroamericanos, el 1.13% eran amerindios, el 0.57% eran asiáticos, el 0% eran isleños del Pacífico, el 35.36% eran de otras razas y el 2.4% pertenecían a dos o más razas. Del total de la población el 92.64% eran hispanos o latinos de cualquier raza.